# Las Torres (Salamanca)
Las Torres es una entidad de población española del municipio de Arapiles, perteneciente a la provincia de Salamanca, en la comunidad autónoma de Castilla y León.

## Historia
Hacia mediados del siglo XIX, el lugar, por entonces con ayuntamiento propio, tenía contabilizada una población de 116 habitantes. Aparece descrito en el decimoquinto volumen del Diccionario geográfico-estadístico-histórico de España y sus posesiones de Ultramar de Pascual Madoz con las siguientes palabras:

TORRES (las): l. con ayunt. en la prov., dióc., y part. jud. de Salamanca (1 leg.), aud. terr. de Valladolid (22) y c. g. de Castilla la Vieja. sit. en las faldas meridionales de unas colinas no muy distante de un pequeño arroyo que baja por la parte oriental del pueblo: el clima es frio y las enfermedades mas comunes tercianas y cuartanas. Se compone de 34 casas; un pozo del comun; una escuela de instruccion primaria concurrida por 20 niños de ambos sexos; una igl. parr. (Sta. Eulalia de Mérida) servida por un cura de concurso y provision ordinaria, teniendo por anejo la Pinilla; un cementerio que en nada perjudica á la salud pública. Confina el térm. por el N. con Carbajosa la Sagrada; E. Pelagarcía; S. Miranda y Arapiles, y O. Aldea Tejada; pasa por él, el arroyo de que hemos hecho mérito. El terreno es de secano y de mediana calidad con algunas yerbas. Los caminos conducen á los pueblos inmediatos. El correo se recibe de la cap. prod.: trigo, cebada, algarrobas y guisantes; hay ganado lanar, vacuno y de cerda y caza menor. pobl.: 30 vec., 116 alm. riqueza prod.: 222,230 rs. imp.: 10,234.
(Madoz, 1849, p. 101)

El municipio de Las Torres desapareció en 1974 y el término pasó a formar parte del de Arapiles. En 2023, la entidad singular de población tenía empadronados 283 habitantes y el núcleo de población, los mismos.

## Demografía
| Gráfica de evolución demográfica de Las Torres entre 1842 y 1970 |
| |
| Población de derecho según los censos de población del INE Población de hecho según los censos de población del INEEntre el censo de 1981 y el anterior, este municipio desaparece porque se agrupa en el municipio 37032 (Arapiles) |

## Patrimonio

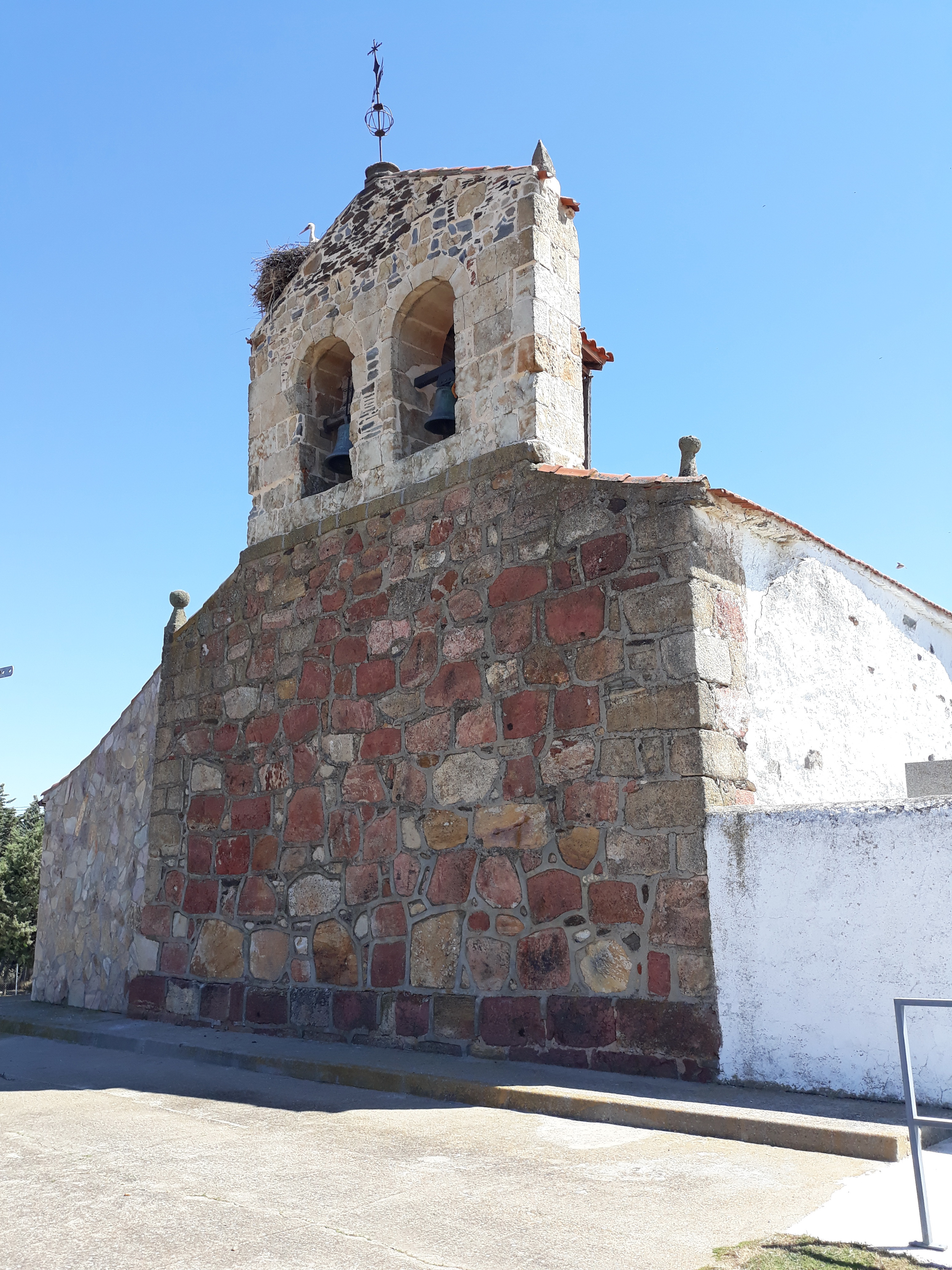
La iglesia de Santa Eulalia de Mérida

Hay en el lugar una iglesia de Santa Eulalia de Mérida.